# ジンギス談!
『ジンギス談!』（ジンギスだん!）は、北海道放送（HBCテレビ）で2017年4月18日から放送されているローカルバラエティ番組。MCはタカアンドトシ。

## 概要
2017年2月に「ガッチャンコバラエティ」の枠で放送していたものをレギュラー化する形でスタート した。タカアンドトシがHBCの番組に出演するのは20年ぶりのことであった。
毎回北海道以外の都府県出身芸人をゲストに呼び、セットのテーブル上に置かれた6枚のテーマカードをもとにトークを繰り広げる。番組初期はゲストの故郷についてのトークが中心であったが（タカいわく「ケンミンSHOWシステム」）、2019年の中盤あたりからそのコンセプトが薄れ始め、芸人のキャラやネタに対しての熱いトーク番組へと変わっていった。貴重なエピソードトークが披露されたり真剣なお笑い談義を交わすこともあるため、ローカル番組ながらネットニュースに引用されることも多い。
「昭和の北海道の和室」をイメージして組まれたセットの後方には「地元愛芸人」として、札幌吉本所属の芸人が出演する。

### コーナー
- ハガキ談 - 視聴者からのメールをもとにした調査コーナー。

## 出演者

### レギュラー
- タカアンドトシ
- 喜多よしか（#1 - #120）
- 徳村里菜（#121 - #178）
- 日下怜奈（HBCアナウンサー、#179 - #305）
- 金城茉里奈（HBCアナウンサー、#306 - #354）
- 堀内美里（HBCアナウンサー、#355 - ）

### ナレーター
- 堰八紗也佳（HBCアナウンサー）#1 - #74
- 中野智樹 #75 -
- 渕上紘行（HBCアナウンサー）

### 地元愛芸人
- モリマン
- すずらん
- しろっぷ
- ゴールデンルールズ
- 桂三段
- スキンヘッドカメラ
- つちふまズ
- オジョー
- 龍見
- コロネケン
- スクランブル
- リングリンデ
- わっかない村井
- 齋藤のようなもの
- ねこ超人
- アライヒカリ
- 華花クラッツ
- 電人バンド
- なかもりあや
- 秘蔵
- なまらあつし

## 放送リスト
| #       | ゲスト                                                                       | 放送日             |
| ------- | ---------------------------------------------------------------------------- | ------------------ |
| 1 - 2   | FUJIWARA（大阪府出身）                                                       | 4月18日、4月25日   |
| 3 - 4   | スリムクラブ（沖縄県出身）                                                   | 5月2日、5月9日     |
| 5 - 6   | 笑い飯（奈良県出身）                                                         | 5月16日、5月23日   |
| 7 - 8   | ダイノジ（大分県出身）                                                       | 5月30日、6月6日    |
| 9 - 10  | 中川家（大阪府出身）                                                         | 6月13日、6月20日   |
| 11 - 12 | 森三中・黒沢かずこ＆佐久間一行（茨城県出身）                                 | 6月27日、7月4日    |
| 13 - 14 | 野性爆弾（滋賀県出身）                                                       | 7月11日、7月18日   |
| 15 - 16 | 次長課長（岡山県出身）                                                       | 7月25日、8月1日    |
| 17 - 18 | メイプル超合金・安藤なつ（東京都出身）＆まちゃまちゃ（千葉県出身）           | 8月15日、8月22日   |
| 18 - 19 | とろサーモン（宮崎県出身）                                                   | 8月22日、8月29日   |
| 20 - 21 | 博多華丸・大吉（福岡県出身）                                                 | 9月5日、9月12日    |
| 22 - 23 | 横澤夏子＆おばたのお兄さん（新潟県出身）                                     | 9月19日、9月26日   |
| 24      | 上半期未公開トーク                                                           | 10月3日            |
| 25 - 26 | パンクブーブー・佐藤哲夫（大分県出身）＆黒瀬純（福岡県出身）                 | 10月10日、10月17日 |
| 27 - 28 | トータルテンボス（静岡県出身）                                               | 10月24日、10月31日 |
| 29 - 30 | ガレッジセール（沖縄県出身）                                                 | 11月7日、11月14日  |
| 31 - 32 | ウーマンラッシュアワー・村本大輔（福井県出身）＆中川パラダイス（大阪府出身） | 11月21日、11月28日 |
| 33 - 34 | 鳥居みゆき（埼玉県出身）＆出雲阿国（島根県出身）                             | 12月5日、12月12日  |
| 35 - 36 | 桂三度（滋賀県出身）＆麒麟・田村裕（大阪府出身）                             | 12月19日、12月26日 |
| SP      | 年末SP〜年末談〜                                                             | 12月29日           |

| #       | ゲスト                                                                   | 放送日             |
| ------- | ------------------------------------------------------------------------ | ------------------ |
| 37 - 38 | レイザーラモンHG（兵庫県出身）＆レイザーラモンRG（熊本県出身）           | 1月9日、1月16日    |
| 39 - 40 | はんにゃ・川島章良（東京都出身）＆金田哲（愛知県出身）                   | 1月23日、1月30日   |
| 41 - 42 | ケンドーコバヤシ（大阪府出身）＆チュートリアル・福田充徳（京都府出身）   | 2月6日、2月13日    |
| 43 - 44 | ペナルティ（千葉県出身）                                                 | 2月20日、2月27日   |
| 45 - 46 | トレンディエンジェル・斎藤司（神奈川県出身）＆たかし（東京都出身）       | 3月6日、3月13日    |
| 47 - 48 | コロコロチキチキペッパーズ・ナダル（京都府出身）＆西野創人（大阪府出身） | 3月20日、3月27日   |
| 49      | 未公開トーク                                                             | 4月3日             |
| 50 - 51 | スピードワゴン（愛知県出身）                                             | 4月17日、4月24日   |
| 52 - 53 | おかずクラブ・オカリナ（宮崎県出身）＆ゆいP（兵庫県出身）                | 5月1日、5月8日     |
| 54 - 55 | ますだおかだ・岡田圭右＆アメリカザリガニ・柳原哲也（大阪府出身）         | 5月15日、5月22日   |
| 56 - 57 | 大自然・白井（大阪府出身）＆里（沖縄県出身）                             | 5月29日、6月5日    |
| 58 - 59 | 雨上がり決死隊・蛍原徹＆矢野・兵動・兵動大樹（大阪府出身）               | 6月12日、6月19日   |
| 60 - 61 | アジアン・馬場園梓（大阪府出身）＆隅田美保（兵庫県出身）                 | 6月26日、7月3日    |
| 62 - 63 | ジャルジャル・後藤淳平（大阪府出身）＆福徳秀介（兵庫県出身）             | 7月10日、7月17日   |
| 64 - 65 | ガンバレルーヤ・よしこ（愛知県出身）＆まひる（鳥取県出身）               | 7月24日、7月31日   |
| 66 - 67 | ゆにばーす・はら（神奈川県出身）＆川瀬名人（奈良県出身）                 | 8月7日、8月14日    |
| 68 - 69 | 霜降り明星（大阪府出身）                                                 | 8月21日、8月28日   |
| 70 - 71 | ハリセンボン（東京都出身）                                               | 9月4日、9月11日    |
| 72 - 73 | かまいたち・山内健司（島根県出身）＆濱家隆一（大阪府出身）               | 9月18日、9月25日   |
| 74      | ご当地グルメ傑作選                                                       | 10月2日            |
| 75 - 76 | キングコング・梶原雄太（大阪府出身）＆インパルス・板倉俊之（埼玉県出身） | 10月9日、10月16日  |
| 77 - 78 | 千原兄弟・千原せいじ（京都府出身）＆パンサー・尾形貴弘（宮城県出身）     | 10月23日、10月30日 |
| 79 - 80 | よゐこ（大阪府出身）                                                     | 11月6日、11月13日  |
| 81 - 82 | 三浦マイルド＆天津・向清太朗（広島県出身）＆2700・八十島（山口県出身）   | 11月20日、11月27日 |
| 83 - 84 | 村上ショージ（愛媛県出身）＆サバンナ・八木真澄（京都府出身）             | 12月4日、12月11日  |
| 85 - 86 | ガリットチュウ・福島善成（熊本県出身）＆熊谷岳大（神奈川県出身）         | 12月18日、12月25日 |
| SP      | SP〜年末談!〜                                                            | 12月29日           |

| #           | ゲスト                                                                                        | 放送日                   |
| ----------- | --------------------------------------------------------------------------------------------- | ------------------------ |
| 87 - 88     | オリエンタルラジオ・藤森慎吾（長野県出身）＆山田菜々（大阪府出身）＆桜 稲垣早希（兵庫県出身） | 1月15日、1月22日         |
| 89 - 90     | U字工事（栃木県出身）                                                                         | 1月29日、2月5日          |
| 91 - 92     | ミキ（京都府出身）                                                                            | 2月12日、2月19日         |
| 93 - 94     | デニス・植野行雄（大阪府出身）＆マテンロウ・アントニー（東京都出身）                          | 2月26日、3月5日          |
| 94 - 95, 97 | アインシュタイン（大阪府出身）                                                                | 3月5日、3月12日、3月26日 |
| 96 - 97     | 間寛平（高知県出身）＆ジミー大西（大阪府出身）                                                | 3月19日、3月26日         |
| 98 - 99     | ダイアン（滋賀県出身）                                                                        | 4月2日、4月9日           |
| 100         | 放送100回記念厳選名場面集                                                                     | 4月16日                  |
| SP          | 放送100回記念ゴールデンスペシャル〜サンドウィッチマン（宮城県出身）                           | 4月17日                  |
| 101 - 102   | 銀シャリ・鰻和弘（大阪府出身）＆橋本直（兵庫県出身）                                          | 4月30日、5月7日          |
| 103 - 104   | カミナリ（茨城県出身）                                                                        | 5月14日、5月21日         |
| 105 - 106   | 流れ星（岐阜県出身）                                                                          | 5月28日、6月4日          |
| 107 - 108   | たんぽぽ・川村エミコ（神奈川県出身）＆白鳥久美子（福島県出身）                                | 6月11日、6月25日         |
| 109 - 110   | ジャングルポケット・斉藤慎二（千葉県出身）＆おたけ（東京都出身）＆太田博久（愛知県出身）      | 7月2日、7月9日           |
| 111 - 112   | ニッチェ・江上敬子（島根県出身）＆近藤くみこ（三重県出身）                                    | 7月16日、7月23日         |
| 113 - 114   | トム・ブラウン（北海道出身）                                                                  | 7月30日、8月6日          |
| 115 - 116   | 尼神インター（兵庫県出身）                                                                    | 8月13日、8月20日         |
| 117 - 118   | 相席スタート・山崎ケイ（千葉県出身）＆山添寛（京都府出身）                                    | 8月27日、9月3日          |
| 119 - 120   | EXIT・りんたろー。（静岡県出身）＆兼近大樹（北海道出身）                                      | 9月10日、9月17日         |
| 121、SP     | 平成ノブシコブシ（北海道出身）                                                                | 9月24日                  |
| 122 - 123   | ずん・飯尾和樹（東京都出身）＆やす（宮崎県出身）                                              | 10月12日、10月19日       |
| 124 - 125   | 椿鬼奴（東京都出身）＆フォーリンラブ・バービー（北海道出身）＆グランジ・大（秋田県出身）      | 10月26日、11月2日        |
| 126 - 127   | アンガールズ（広島県出身）                                                                    | 11月9日、11月16日        |
| 128 - 129   | 阿佐ヶ谷姉妹・渡辺江里子（栃木県出身）＆木村美穂（東京都出身）                                | 11月23日、11月30日       |
| 130 - 131   | 麒麟・川島明（京都府出身）＆田村裕（大阪府出身）                                              | 12月7日、12月14日        |
| 132 - 133   | 宮下草薙・草薙航基（愛知県出身）＆宮下兼史鷹（群馬県出身）                                    | 12月21日、12月28日       |
| SP          | SP〜年末談!〜                                                                                 | 12月28日                 |

| #         | ゲスト | 放送日             |
| --------- | --- | ------------------ |
| 134 - 135 | 北海道日本ハムファイターズ・金子弌大（新潟県出身）＆玉井大翔（北海道出身）＆杉谷拳士（東京都出身）                      | 1月11日、1月18日   |
| 136 - 137 | ザ☆健康ボーイズ・なかやまきんに君（福岡県出身）＆八木真澄（京都府出身）                                                 | 1月25日、2月1日    |
| 138 - 139 | ロバート・秋山竜次（福岡県出身）＆山本博（群馬県出身）                                                                  | 2月8日、2月15日    |
| 140 - 141 | インディアンス・田渕章裕（兵庫県出身）＆きむ（大阪府出身） ニューヨーク・嶋佐和也（山梨県出身）＆屋敷裕政（三重県出身） | 2月22日、2月29日   |
| 142 - 143 | 品川庄司・品川祐＆庄司智春（東京都出身）                                                                                | 3月7日、3月14日    |
| 144 - 145 | ザブングル・松尾陽介（愛知県出身）＆加藤歩（三重県出身）                                                                | 3月21日、3月28日   |
| 146       | 令和元年度下半期名場面集                                                                                                | 4月4日             |
| 147 - 148 | アルコ&ピース・平子祐希（福島県出身）＆酒井健太（神奈川県出身）                                                         | 4月18日、4月25日   |
| 149 - 150 | どぶろっく・森慎太郎＆江口直人（佐賀県出身）                                                                            | 5月2日、5月9日     |
| 151       | 特別版・西岡思い出ツアー                                                                                                | 5月16日            |
| 152       | お笑い第7世代厳選トーク集（EXIT、宮下草薙、ミキ）                                                                       | 5月23日            |
| 153       | リモートトーク | 5月30日            |
| 154 - 155 | リモートトーク パンサー・尾形貴弘（宮城県出身）                                                                         | 6月6日、6月13日    |
| 156 - 157 | リモートトーク パンクブーブー・黒瀬純（福岡県出身）＆ダイノジ・大地洋輔（大分県出身）                                   | 6月20日、6月27日   |
| 158       | リモートトーク 平成ノブシコブシ・吉村崇（北海道出身）                                                                   | 7月4日             |
| 159 - 160 | リモートトーク よゐこ・濱口優（大阪府出身）&南明奈（神奈川県出身）                                                      | 7月11日、7月18日   |
| 161 - 162 | リモートトーク とろサーモン・久保田かずのぶ＆村田秀亮（宮崎県出身）                                                     | 7月25日、8月1日    |
| 163 - 164 | 小島よしお（千葉県出身）＆狩野英孝（宮城県出身）                                                                        | 8月8日、8月15日    |
| 165 - 166 | ロッチ・コカドケンタロウ（大阪府出身）＆中岡創一（奈良県出身）                                                          | 8月22日、8月29日   |
| SP        | 地元愛芸人の逆襲 | 8月29日            |
| 167 - 168 | プラス・マイナス 岩橋良昌＆兼光タカシ（大阪府出身）                                                                     | 9月5日、9月12日    |
| 169 - 170 | とにかく明るい安村＆錦鯉・長谷川雅紀（北海道出身）                                                                      | 9月19日、9月26日   |
| 171 - 172 | 蛙亭・中野周平（岡山県出身）＆岩倉美里（宮崎県出身）                                                                    | 10月3日、10月10日  |
| 173 - 174 | おかずクラブ・オカリナ（宮崎県出身）＆ゆいP（兵庫県出身）                                                               | 10月17日、10月24日 |
| 175       | タカトシ 2ショットトーク                                                                                                | 10月31日           |
| 176       | 特別編 教えて！タカトシ先生                                                                                             | 11月7日            |
| 177 - 178 | すゑひろがりず・三島達矢＆南條庄助（大阪府出身）                                                                        | 11月20日、11月27日 |
| 179 - 180 | ミルクボーイ・駒場孝（大阪府出身）＆内海崇（兵庫県出身）                                                                | 12月5日、12月12日  |
| 181 - 182 | マヂカルラブリー・野田クリスタル（神奈川県出身）                                                                        | 12月19日、12月26日 |
| SP        | SP〜年末談!〜 | 12月31日           |

| #         | ゲスト                                                                                   | 放送日             |
| --------- | ---------------------------------------------------------------------------------------- | ------------------ |
| 183 - 184 | ナイツ・塙宣之（千葉県出身）＆土屋伸之（東京都出身）                                     | 1月9日、1月16日    |
| 185 - 186 | ニューヨーク・嶋佐和也（山梨県出身）＆屋敷裕政（三重県出身）                             | 1月23日、1月30日   |
| 187       | ニューヨーク、そいつどいつ・市川刺身（東京都出身）＆松本竹馬（福岡県出身）               | 2月6日             |
| 188       | ニューヨーク、ライス・関町知弘（東京都出身）＆田所仁（東京都出身）                       | 2月13日            |
| 189 - 190 | チュートリアル・徳井義実（京都府出身）＆スピードワゴン・小沢一敬（愛知県出身）           | 2月20日、2月27日   |
| 191 - 192 | ぼる塾・きりやはるか（東京都出身）＆あんり（東京都出身）＆田辺智加（千葉県出身）         | 3月6日、3月13日    |
| 193 - 194 | 野性爆弾・くっきー!（滋賀県出身）＆バッドボーイズ・佐田正樹（福岡県出身）                | 3月20日、3月27日   |
| 195 - 196 | ケンドーコバヤシ（大阪府出身）＆ハリウッドザコシショウ（静岡県出身）                     | 4月3日、4月17日    |
| 197 - 198 | 鬼越トマホーク・金ちゃん（東京都出身）＆坂井良多（長野県出身）                           | 4月24日、5月1日    |
| 199 - 200 | 山口智充（大阪府出身）                                                                   | 5月8日、5月15日    |
| 201 - 202 | ドランクドラゴン・鈴木拓（神奈川県出身）＆塚地武雅（大阪府出身）                         | 5月22日、5月29日   |
| 203 - 204 | 錦鯉・長谷川雅紀（北海道出身）＆渡辺隆（東京都出身）                                     | 6月5日、6月12日    |
| 205 - 206 | インポッシブル・えいじ（福岡県出身）＆ひるちゃん（神奈川県出身）                         | 6月19日、6月26日   |
| 207 - 208 | ココリコ・遠藤章造（大阪府出身）＆ライセンス・井本貴史（奈良県出身）                     | 7月3日、7月10日    |
| 209 - 210 | 空気階段・鈴木もぐら（千葉県出身）＆水川かたまり（岡山県出身）                           | 7月17日、7月24日   |
| 211 - 212 | オズワルド・畠中悠（北海道出身）＆伊藤俊介（千葉県出身）                                 | 8月7日、8月14日    |
| 213 - 214 | タイムマシーン3号・山本浩司（新潟県出身）＆関太（群馬県出身）                            | 8月21日、8月28日   |
| 215 - 216 | 金属バット・小林圭輔＆友保隼平（大阪府出身）                                             | 9月4日、9月11日    |
| 217 - 218 | おいでやすこが・おいでやす小田（京都府出身）＆こがけん（福岡県出身）                     | 9月18日、9月25日   |
| 219 - 220 | ダイアン・ユースケ＆津田篤宏（滋賀県出身）                                               | 10月2日、10月9日   |
| 221 - 222 | コロコロチキチキペッパーズ・ナダル（京都府出身）＆ゆりやんレトリィバァ（奈良県出身）     | 10月16日、10月23日 |
| 223 - 224 | ヒコロヒー（愛媛県出身）＆紺野ぶるま（静岡県・東京都出身）                               | 10月30日、11月6日  |
| 225 - 226 | タカトシ 2ショットトーク（ジンギス放談）                                                 | 11月13日、11月20日 |
| 227 - 228 | マヂカルラブリー・野田クリスタル（神奈川県出身）＆村上（愛知県出身）                     | 11月27日、12月4日  |
| 229 - 230 | 東京ダイナマイト・松田大輔（岐阜県出身）＆ハチミツ二郎（岡山県出身）                     | 12月11日、12月18日 |
| 大晦日SP  | 2021年の神回アンコールSP（#183 - #184・#193 - #196・#203 - #204・#209 - #212の再編集版） | 12月31日           |

| #         | ゲスト                                                                        | 放送日             |
| --------- | ----------------------------------------------------------------------------- | ------------------ |
| 231 - 232 | 友近（愛媛県出身）＆ハリセンボン・近藤春菜（東京都出身）                      | 1月8日、1月15日    |
| 233 - 234 | ジャルジャル・後藤淳平（大阪府出身）＆福徳秀介（兵庫県出身）                  | 1月22日、1月29日   |
| 235 - 236 | 佐久間一行（茨城県出身）＆もう中学生（長野県出身）                            | 2月5日、2月12日    |
| 237 - 238 | 東京ホテイソン・たける（岡山県出身）＆ショーゴ（鹿児島県出身）                | 2月19日、2月26日   |
| 239 - 240 | 5GAP・クボケン（群馬県出身）＆トモ（東京都出身）                              | 3月5日、3月12日    |
| 241 - 242 | ラバーガール・飛永翼（静岡県出身）＆大水洋介（青森県出身）                    | 3月19日、3月26日   |
| 243 - 244 | ニッポンの社長・辻（京都府出身）＆ケツ（奈良県出身）                          | 4月2日、4月16日    |
| 245 - 246 | しずる・KAƵMA（埼玉県出身）＆村上純（東京都出身）                             | 4月23日、4月30日   |
| 247 - 248 | GAG・坂本純一（広島県出身）＆福井俊太郎（兵庫県出身）＆ひろゆき（大阪市出身） | 5月7日、5月14日    |
| 249 - 250 | 錦鯉・長谷川雅紀（北海道出身）＆渡辺隆（東京都出身）                          | 5月21日、5月28日   |
| 251 - 252 | なすなかにし・那須晃行＆中西茂樹（大阪府出身）                                | 6月4日、6月11日    |
| 253 - 254 | スーパーマラドーナ・田中一彦（大阪府出身）＆武智（愛媛県出身）                | 6月18日、6月25日   |
| 255 - 256 | 次長課長・河本準一（愛知県出身）＆エハラマサヒロ（大阪府出身）                | 7月2日、7月9日     |
| 257 - 258 | 蔦谷好位置（北海道出身）                                                      | 7月16日、7月30日   |
| 259 - 260 | 滝音・さすけ（大分県出身）＆秋定遼太郎（兵庫県出身）                          | 8月6日、8月13日    |
| 261 - 262 | 藤崎マーケット・田崎佑一（兵庫県出身）＆トキ（大阪府出身）                    | 8月20日、8月27日   |
| 263 - 264 | ザ・マミィ・林田洋平（長崎県出身）＆酒井貴士（東京都出身）                    | 9月3日、9月10日    |
| 265 - 266 | お見送り芸人しんいち（大阪府出身）＆ZAZY(大阪府出身)                          | 9月17日、9月24日   |
| 267 - 268 | ヨネダ2000・誠（東京都出身）＆愛（神奈川県出身）                              | 10月1日、10月8日   |
| 269 - 270 | 納言・安部紀克（埼玉県出身）＆薄幸（千葉県出身）                              | 10月15日、10月22日 |
| 271 - 272 | NON STYLE・石田明＆井上裕介（大阪府出身）                                     | 10月29日、11月5日  |
| 273 - 274 | チョコレートプラネット・長田庄平（京都府出身）＆松尾駿（神奈川県出身）        | 11月12日、11月19日 |
| 275 - 276 | もも・せめる。（愛媛県出身）＆まもる。（京都府出身）                          | 11月26日、12月2日  |
| SP        | かまいたちとへべれけ本音トークin札幌                                          | 11月30日           |
| 277 - 278 | モグライダー・芝大輔（愛媛県出身）＆ともしげ（埼玉県出身）                    | 12月10日、12月17日 |
| 279       | タカトシ 2ショットトーク（ジンギス放談）                                      | 12月24日           |

| #         | ゲスト                                                                           | 放送日             |
| --------- | -------------------------------------------------------------------------------- | ------------------ |
| 280 - 281 | ロングコートダディ・兎（岡山県出身）＆堂前透（福井県出身）                       | 1月6日、1月13日    |
| 282 - 283 | ジェラードン・アタック西本（愛知県出身）＆かみちぃ（宮崎県出身）                 | 1月20日、1月27日   |
| 284 - 285 | レインボー ・ジャンボたかお（千葉県出身）＆池田直人（大阪府出身）                | 2月3日、2月10日    |
| 286 - 287 | ジョイマン・高木晋哉＆池谷和志（神奈川県出身）                                   | 2月17日、2月24日   |
| 288 - 289 | 囲碁将棋・文田大介＆根建太一（神奈川県出身）                                     | 3月3日、3月10日    |
| 290 - 291 | 見取り図・盛山晋太郎（大阪府出身）＆リリー（岡山県出身）                         | 3月17日、3月24日   |
| 292       | トーク傑作選                                                                     | 3月31日            |
| 293 - 294 | ますだおかだ・増田英彦＆岡田圭右（大阪府出身）                                   | 4月9日、4月16日    |
| 295       | ジンギス談！イベント裏側密着SP                                                   | 4月23日            |
| 296 - 297 | オダウエダ・小田結希（愛媛県出身）＆植田紫帆（大阪府出身）                       | 4月30日、5月7日    |
| 298 - 299 | コットン・西村真二（広島県出身）＆きょん（埼玉県出身）                           | 5月14日、5月21日   |
| 300 - 301 | 四千頭身・都築拓紀（茨城県出身）＆後藤拓実（岩手県出身）＆石橋遼大（東京都出身） | 5月28日、6月4日    |
| 302 - 303 | ハマカーン・浜谷健司（埼玉県出身）＆神田伸一郎（神奈川県出身）                   | 6月11日、6月18日   |
| 304 - 305 | マユリカ・中谷＆阪本（兵庫県出身）                                               | 6月25日、7月2日    |
| 306 - 307 | ななまがり・森下直人（神奈川県出身）＆初瀬悠太（香川県出身）                     | 7月9日、7月16日    |
| 308 - 309 | からし蓮根・杉本青空＆伊織（熊本県出身）                                         | 7月23日、7月30日   |
| 310 - 311 | ハイツ友の会・清水香奈芽＆西野（京都府出身）                                     | 8月6日、8月13日    |
| 312 - 313 | レギュラー ・西川晃啓＆松本康太（京都府出身）                                    | 8月20日、8月27日   |
| 314 - 315 | 土佐兄弟・土佐卓也＆土佐有輝（東京都出身）                                       | 9月3日、9月10日    |
| 316 - 317 | さや香・新山＆石井（大阪府出身）                                                 | 9月17日、9月24日   |
| 318 - 319 | ラランド・ニシダ（山口県出身）&サーヤ（東京都出身）                              | 10月1日、10月8日   |
| 320 - 321 | オジンオズボーン篠宮（京都府出身）＆みなみかわ（大阪府出身）                     | 10月15日、22日     |
| 322 - 323 | ケンドーコバヤシ（大阪府出身）＆相席スタート・山添寛（京都府出身）               | 10月29日、11月5日  |
| 324 - 325 | 真空ジェシカ・川北茂澄（埼玉県出身）&ガク（神奈川県出身）                        | 11月12日、11月19日 |
| 326 - 327 | おばたのお兄さん（新潟県出身）&田津原理音（奈良県出身）                          | 11月25日、12月3日  |
| 328 - 329 | ギャロップ・林健（大阪府出身）、毛利大亮（京都府出身）                           | 12月10日、12月17日 |
| 330       | タカトシ２人きりトーク！                                                         | 12月24日           |

| #         | ゲスト                                                                                                  | 地元愛芸人                        | 放送日              |
| --------- | --- | --------------------------------- | ------------------- |
| 331       | ラニーノーズ・洲崎貴郁＆山田健人（大阪府出身）                                                          | リングリンデ                      | 1月14日             |
| 332       | ラニーノーズ＆マシンガンズ・滝沢秀一（新潟県出身）＆西堀亮（北海道出身）                                |                                   | 1月21日             |
| 333 - 334 | 令和ロマン・髙比良くるま（東京都出身）＆松井ケムリ（神奈川県出身）                                      |                                   | 1月28日、2月4日     |
| 335 - 336 | マシンガンズ・滝沢秀一（新潟県出身）＆西堀亮（北海道出身）                                              | ゴールデンルールズ                | 2月11日、2月18日    |
| 337 - 338 | ダブルヒガシ・大東翔生＆東良介（大阪府出身）                                                            | 華花クラッツ                      | 2月25日、3月3日     |
| 339 - 340 | アインシュタイン・稲田直樹＆河井ゆずる（大阪府出身）                                                    | コロネケン                        | 3月10日、3月17日    |
| 341 - 342 | ヘンダーソン・子安裕樹（兵庫県出身）＆中村フー（大阪府出身）                                            | ねこ超人                          | 3月24日、3月31日    |
| 343 - 344 | カゲヤマ・タバやん。＆益田康平（東京都出身）                                                            | コロネケン                        | 4月7日、4月14日     |
| 345 - 346 | ママタルト・檜原洋平（大阪府出身）＆大鶴肥満（東京都出身）                                              | 電人バンド                        | 4月21日、5月5日     |
| 347 - 348 | 特別企画 芸人仲良しファミリートーク                                                                     |                                   | 5月12日、5月19日    |
| 349 - 350 | 紅しょうが・熊元プロレス（兵庫県出身）＆稲田美紀（大阪府出身）                                          | アライヒカリ なかもりあや         | 5月26日、6月2日     |
| 351 - 352 | ネルソンズ・青山フォール勝ち（島根県出身）＆和田まんじゅう（島根県出身）&岸健之助（山口県出身）         | コロネケン                        | 6月9日、6月16日     |
| 353 - 354 | トータルテンボス・大村朋宏＆藤田憲右（静岡県出身）                                                      | 華花クラッツ                      | 6月23日、6月30日    |
| 355 - 356 | サルゴリラ・赤羽健壱&児玉智洋（東京都出身）                                                             | コロネケン                        | 7月7日、7月21日     |
| 357 - 358 | ダイヤモンド・野澤輸出（栃木県出身）＆小野竜輔（山口県出身）                                            | コロネケン                        | 8月4日、8月11日     |
| 359 - 360 | ナイチンゲールダンス・中野なかるてぃん（山梨県出身）＆ヤス（長崎県出身）                                | 秘蔵                              | 8月18日、8月25日    |
| 361 - 362 | 博多華丸・大吉・博多華丸＆博多大吉（福岡県出身）                                                        | ゴールデンルールズ                | 9月1日、9月8日      |
| 363 - 364 | ウエストランド・井口浩之＆河本太（岡山県出身）＆EXIT・りんたろー。（静岡県出身）&兼近大樹（北海道出身） |                                   | 9月15日、9月22日    |
| 365       | ジンギス談!寄席2024 サイドストーリー                                                                    |                                   | 9月29日             |
| 366 - 367 | ケビンス・仁木恭平（北海道出身）＆山口コンボイ（新潟県出身）                                            | コロネケン・束田 齋藤のようなもの | 10月6日 、 10月13日 |
| 368 - 369 | バッドボーイズ・清人&佐田正樹（福岡県出身）                                                             | スキンヘッドカメラ                | 10月20日、10月27日  |
| 370 - 371 | カラタチ・大山和也（群馬県出身）&前田壮太（宮崎県出身）                                                 | アライヒカリ 華花クラッツ・ザキ   | 11月3日、11月10日   |
| 372 - 373 | ヤーレンズ・楢原真樹（大阪府出身）＆出井隼之介（神奈川県出身）                                          | 秘蔵                              | 11月17日、12月1日   |
| 374 - 375 | ガクテンソク・よじょう&奥田修二（兵庫県出身）＆ザ・パンチ・パンチ浜崎&ノーパンチ松尾（東京都出身）      |                                   | 12月8日、12月15日   |
| 376       | 平成ノブシコブシ・徳井健太（北海道出身）＆ウエストランド・井口浩之（千葉県出身）                        |                                   | 12月22日            |

| #         | ゲスト                                                                                             | 地元愛芸人                        | 放送日           |
| --------- | -------------------------------------------------------------------------------------------------- | --------------------------------- | ---------------- |
| 377 - 378 | ガクテンソク・よじょう&奥田修二（兵庫県出身）＆ザ・パンチ・パンチ浜崎&ノーパンチ松尾（東京都出身） |                                   | 1月5日、1月12日  |
| 379 - 380 | エバース・佐々木隆史（宮城県出身）＆町田和樹（神奈川県出身）                                       |                                   | 1月19日、1月26日 |
| 381 - 382 | 男性ブランコ・浦井のりひろ（京都府出身）＆平井まさあき（兵庫県出身）                               | コロネケン                        | 2月2日、2月9日   |
| 383 - 384 | ぱーてぃーちゃん・すがちゃん最高No.1（山形県出身）&金子きょんちぃ(神奈川県出身)&信子（大阪府出身） | リングリンデ・まひろ アライヒカリ | 2月16日、2月23日 |
| 385 - 386 | かが屋・加賀翔（岡山県出身）＆賀屋壮也（広島県出身）                                               | コロネケン                        | 3月2日、3月9日   |
| 387 - 388 | シシガシラ・浜中英昌（東京都出身）＆脇田（鹿児島県出身）                                           | 秘蔵 コロネケン・束田             | 3月16日、3月23日 |
| 389 - 390 | コンビ結成30周年記念スペシャル                                                                     |                                   | 4月2日、4月9日   |
| 391 - 392 | 隣人・橋本市民球場（大阪府出身）&中村遊直（兵庫県出身）                                            | コロネケン                        | 4月16日、4月23日 |
| 393 - 394 | ファイヤーサンダー・こてつ（大阪府出身）&﨑山祐（和歌山県出身）                                    | コロネケン                        | 4月30日、5月7日  |
| 395 - 396 | 札幌よしもと30周年！年表思い出トーク                                                               |                                   | 5月14日、5月21日 |
| 397 - 398 | カナメストーン・山口誠&零士（茨城県出身）                                                          | なまらあつし わっかない村井       | 5月28日、6月4日  |
| 399 - 400 | サバンナ・八木真澄（京都府出身）&くまだまさし（東京都出身）                                        | コロネケン 秘蔵                   | 6月11日、6月18日 |
| 401 - 402 | ハナコ・菊田竜大（千葉県出身）&秋山寛貴（岡山県出身）&岡部大（秋田県出身）                         | 電人バンド                        | 6月25日、7月2日  |
| 403 - 404 | ネコニスズ・舘野忠臣（群馬県出身）&ヤマゲン（大阪府出身）                                          | ねこ超人                          | 7月9日、7月16日  |
| 405 - 406 | ジョックロック・福本ユウショウ（大阪府出身）&ゆうじろー（大分県出身）                              | コロネケン                        | 7月23日、7月30日 |
| 407 - 408 | エルフ・荒川&はる（大阪府出身）                                                                    | リングリンデ                      | 8月6日、8月13日  |

## エピソード
- 2017年8月にタカアンドトシと博多華丸・大吉がカラオケで『青春アミーゴ』を歌う様子を横澤夏子がInstagramにあげて話題となり[10]、『アメトーーク!』「コンビ芸人ホームルーム」回でも使用されたが、これは当番組の打ち上げの一幕である。
- ゲストがスタジオでネタをすることがあるが、スタッフがなかなか笑わないため極めてやり辛い環境であるとたびたび出演者に指摘される。その是正のためか、2020年より一般観覧者を入れるようになっていたが、新型コロナウイルスの流行以降は入れていない。
- 2019年12月6日放送回で麒麟・川島明は「10年後は朝の帯番組をやりたい!」と夢を語り、相方の田村裕について「小物YouTuberになる」と未来を予想していたが、川島はわずか1年程で『ラヴィット!』のMCに就任。田村も念願のYouTuberになるなど、番組内で話した夢を次々と叶えていた。HBC制作の別番組で川島は「あの番組で願い事書いたら叶うんじゃないかと。相方の田村も、弱小YouTuberになれたし」としたうえで、「僕にとってジンギス談!は、マジでパワースポットですよ!ジンギス談!の御守り作った方がいいんじゃないかと思う」と話した。その後、実際に、川島からの予想外の提案を受け、番組では「ジンギス談!御守り」の制作した番組グッズとした[11]。
- 2021年6月の放送回でトシの笑顔を待ち受け画面にすると生理痛が和らぐと話題になった[12]。
- 番組内で「テーマソングを作りたい!」というタカの発言からテーマソングプロジェクトがスタート。2021年8月にゲストに来たオズワルドの畠中悠が収録中に見せた弾き語りをタカアンドトシが絶賛し、テーマソング作りを依頼することに。2022年5月に完成した2曲からタカアンドトシが選んだ「1人でいい／畠中悠（作詞・作曲）」がエンディング曲として使用されている。オープニング曲は番組開始以来ジンギスカン「SAMURAI」が使用されていたが、蔦谷好位置に依頼して書き下ろされた「JIN JIN ジンギスDAN!!」が2023年1月より使用されている[13]。次なる目標をこの曲でロックフェス出演としたが、スタッフが北海道開催のフェスに打診した所全く相手にされなかった。

## ジンギス談!寄席
有観客イベント。第1部は「ネタ祭り」、第2部はゲストを迎えての公開収録が行われる。会場はカナモトホール。
- ジンギス談!寄席2022 - 2022年3月18日開催[14]。ネタ祭りはつちふまズ、コロネケン、錦鯉、なすなかにし、タカアンドトシ、公開収録はなすなかにし。
- ジンギス談!寄席2023 - 2023年1月22日開催[15]。ネタ祭りはつちふまズ、スキンヘッドカメラ、見取り図、ますだおかだ、タカアンドトシ。公開収録は昼の談がますだおかだ、夜の談が見取り図。
- ジンギス談!寄席2024 - 2024年6月23日開催。ネタ祭りは電人バンド、秘蔵、博多華丸・大吉、ウエストランド、EXIT、タカアンドトシ。公開収録は昼の談が博多華丸・大吉、夜の談がウエストランド&EXIT。
- ジンギス談!寄席2025 - 2025年7月20日開催。ネタ祭りはコロネケン、秘蔵、バッテリィズ、ヤーレンズ、サンドウィッチマン、タカアンドトシ。公開収録は昼の談がサンドウィッチマン、夜の談がバッテリィズ。

## ピノ談!
- 2024年10月に森永乳業のpino (アイスクリーム)とのコラボが行われ、ピノをテーマとしたオリジナル番組を視聴することができる「ピノTV」キャンペーンとしてピノ談!が配信。パッケージ裏のQRコードを読み込むことで約5分の番組が視聴可能。出演者はそれぞれピノの被り物と黒色の全身タイツを着用しており、特設サイトでは『ピノ談で1番最後まで残るピノはどのコンビ?』とアンケートが行われた[16][17]。
- ピノ談!説明文
  - 画面の向こうに、ピノたちが大集結。みんなでお話を始めたようです。一番面白い話ができるピノは誰なのか?北海道放送「ジンギス談!」と一緒にお届けする、ワクワクヒエヒエ・トークバラエティです。
- 配信リスト

| 話数  | 配信日         | 説明文 | 出演者 |
| ----- | -------------- | --- | --- |
| 第1話 | 2024年10月9日  | 最後の1粒に残るピノは誰だ!?ピノたちが繰り広げるトークの世界をお楽しみください。                                                               | タカアンドトシ・タカ&トシ、スキンヘッドカメラ・岡本&シモ、ゴールデンルールズ・ありちゃん&根本、堀内美里（HBCアナウンサー） |
| 第2話 | 2024年10月17日 | 残るピノは5粒!本日、最後の1粒の決着がつきます。ピノを食べながら、楽しいトークをお楽しみください。                                             | タカアンドトシ・タカ&トシ、スキンヘッドカメラ・岡本&シモ、ゴールデンルールズ・ありちゃん&根本、堀内美里（HBCアナウンサー） |
| 第3話 | 2024年11月8日  | ピノ談2回戦が開始!1回目とは異なる新たなピノたちがメンバーに加わり、トークサバイバルを繰り広げます。ピノたちの愉快なお話を、お楽しみください。 | タカアンドトシ・タカ&トシ、コロネケン・渋谷&束田、秘蔵・ジャンゴ&武蔵、堀内美里（HBCアナウンサー）                         |
| 第4話 | 2024年11月13日 | ピノ談2回戦も後編へ。本日、最後の1粒の決着がつきます。こわ～い話、チョコっと切ない話、さまざまなトークをお楽しみください。                    | タカアンドトシ・タカ&トシ、コロネケン・渋谷&束田、秘蔵・ジャンゴ&武蔵、堀内美里（HBCアナウンサー）                         |

## 関連番組
- 北海道命名&明治維新150年SP タカアンドトシ150の新発見 2018年12月22日放送。南日本放送との共同制作で、鹿児島県出身のゲストを迎えた特別番組。ジンギス談のセットを流用して収録された。
  - ゲスト：前園真聖、原口奈菜（南日本放送アナウンサー）、かごしま太郎、半田あかり、パイナップルつばさ

## 関連イベント
- ジンギス談!ポップアップストア（ル・トロワ、2023年10月3日 - 9日）[18]
  - 9日のみ、地元愛芸人1日店長としてコロネケン・スクランブル・アライヒカリの3組が登場。
- ジンギス談!ミニ寄席（札幌市北3条広場、2025年7月19日）[19]
  - 出演者：コロネケン、齋藤のようなもの、アライヒカリ、華花クラッツ、秘蔵、電人バンド。

## スタッフ
- 構成 - 相澤亨、関野樹
- SW - 道上綾子
- VE - 佐藤文
- カメラ - 木村優亮、斉藤勇、鈴木聖也
- 音声‐ 斉藤誠英
- 照明 - 中山和夫
- 美術 - 渡辺義治、丸山晋
- 音効 - 髙橋伸哉（FIXE）
- CG - 北野里奈、齊藤美貴、畠中悠樹
- 技術協力 - HBCFLEX、三新ビデオセンター
- 制作協力 - 吉本興業
- ディレクター - 長谷謙大、熊谷優希、根来昭人（オクタゴン）
- プロデューサー - 栗山亘、谷田部一啓（吉本興業札幌支社）
- 統括 - 山田文裕
- 製作著作 - HBC北海道放送

### 過去のスタッフ
- カメラ - 小林英明、山本秀文、高谷響
- 照明 - 野呂田翔
- 美術 - 小林和則
- 整音 - 中辻理味（FIXE）
- 技術協力 - ノーステレビスタッフ
- 編成 - 平祥江
- ディレクター　‐山﨑聡一朗
- プロデューサー - 粕川恵一郎　高橋義紀
- チーフプロデューサー - 森洋介

## 放送局
2025年6月現在。
| 放送対象地域   | 放送局                    | 系列    | 放送日時                     | 遅れ       | 備考                    |
| -------------- | ------------------------- | ------- | ---------------------------- | ---------- | ----------------------- |
| 北海道         | 北海道放送（HBC）         | TBS系列 | 水曜 23:56 - 翌0:29          |            | 制作局                  |
| 青森県         | 青森テレビ（ATV）         | TBS系列 | 土曜 10:45 - 11:15           | 遅れネット | [ 注釈 41 ]             |
| 岩手県         | IBC岩手放送（IBC）        | TBS系列 | 火曜 23:56 - 翌0:26          | 遅れネット | [ 注釈 42 ]             |
| 宮城県         | 東北放送（tbc）           | TBS系列 | 月曜 0:50 - 1:20（日曜深夜） | 遅れネット | [ 注釈 43 ]             |
| 山形県         | テレビユー山形（TUY）     | TBS系列 | 火曜 0:55 - 1:25（月曜深夜） | 遅れネット |                         |
| 福島県         | テレビユー福島（TUF）     | TBS系列 | 火曜 0:26 - 0:55（月曜深夜） | 遅れネット |                         |
| 新潟県         | 新潟放送（BSN）           | TBS系列 | 日曜 0:28 - 0:58（土曜深夜） | 遅れネット | [ 注釈 44 ]             |
| 富山県         | チューリップテレビ（TUT） | TBS系列 | 火曜 1:26 - 1:56（月曜深夜） | 遅れネット |                         |
| 静岡県         | 静岡放送（SBS）           | TBS系列 | 日曜 0:28 - 0:58（土曜深夜） | 遅れネット | [ 注釈 45 ]             |
| 中京広域圏     | CBCテレビ（CBC）          | TBS系列 | 水曜 0:51 - 1:24（火曜深夜） | 遅れネット | [ 注釈 46 ]             |
| 近畿広域圏     | 毎日放送（MBS）           | TBS系列 | 金曜 1:59 - 2:30（水曜深夜） | 遅れネット | [ 注釈 47 ]             |
| 島根県・鳥取県 | 山陰放送（BSS）           | TBS系列 | 土曜 2:13 - 2:43（金曜深夜） | 遅れネット |                         |
| 岡山県・香川県 | RSK山陽放送（RSK）        | TBS系列 | 月曜 0:50 - 1:20（日曜深夜） | 遅れネット |                         |
| 広島県         | 中国放送（RCC）           | TBS系列 | 水曜 0:26 - 0:55（火曜深夜） | 遅れネット | [ 注釈 48 ]             |
| 愛媛県         | あいテレビ（itv）         | TBS系列 | 月曜 0:58 - 1:28（日曜深夜） | 遅れネット |                         |
| 高知県         | テレビ高知（KUTV）        | TBS系列 | 木曜 0:26 - 0:56（水曜深夜） | 遅れネット |                         |
| 福岡県         | RKB毎日放送（RKB）        | TBS系列 | 水曜 0:55 - 1:25（火曜深夜） | 遅れネット | [ 注釈 49 ]             |
| 長崎県         | 長崎放送（NBC）           | TBS系列 | 日曜 0:28 - 0:58（土曜深夜） | 遅れネット |                         |
| 熊本県         | 熊本放送（RKK）           | TBS系列 | 火曜 0:26 - 0:56（月曜深夜） | 遅れネット | [ 注釈 50 ] [ 注釈 51 ] |
| 宮崎県         | 宮崎放送（mrt）           | TBS系列 | 日曜 13:30 - 14:00           | 遅れネット | [ 注釈 52 ] [ 注釈 53 ] |
| 日本全域       | BSよしもと                | BS放送  | 金曜 23:00 - 23:30           | 遅れネット | [ 注釈 54 ]             |

### 過去のネット局
- 琉球放送（RBC） - 2025年3月打ち切り[注釈 55]。

### インターネット配信
最新回配信はHBCテレビの放送日基準。
| 配信元               | 更新日時        | 配信期間    | 備考                             |
| -------------------- | --------------- | ----------- | -------------------------------- |
| もんすけTV           | 月曜 12:00 更新 | 7日         | 北海道放送の最新回限定で無料配信 |
| TVer                 | 月曜 12:00 更新 | 7日         | 北海道放送の最新回限定で無料配信 |
| GYAO!                | 月曜 12:00 更新 | 7日         | 北海道放送の最新回限定で無料配信 |
| Amazonプライムビデオ | 過去1年半分     | 過去1年半分 | 有料配信（プライム会員は見放題） |
| 大阪チャンネル       | 過去分          | 過去分      | 有料見放題配信                   |